# Le Rouge du péché
Careless in Red

Localisation des Cornouailles.

Le Rouge du péché (titre original Careless in Red) est un roman policier d'Elizabeth George paru en 2008 puis publié en français aux Presses de la Cité la même année.
À la suite de l'agression d'Helen Clyde qui a entraîné sa mort et celle de l’embryon qu'elle portait, Thomas Lynley a décidé de quitter la police. Traumatisé par la mort de son épouse, depuis six semaines il parcourt sans but particulier les chemins de randonnée des Cornouailles. Un jour, découvrant le cadavre d'un jeune homme qui faisait de l'escalade et qui est tombé de la falaise, il alerte les secours. Beatrice Hannaford, l'inspectrice de police chargée de l'enquête, prend Lynley comme adjoint après avoir découvert son identité et ses anciennes fonctions. Tous deux sont rejoints plus tard par Barbara Havers chargée par Scotland Yards de renforcer l'équipe. L'enquête s'oriente en direction du monde du surf et des surfeurs.
Ce roman a la particularité de faire état, pour la première fois dans la série, de recherches de certains personnages sur des moteurs de recherche d'internet. Par ailleurs, si l'identité et le mobile de l’assassin sont dévoilés en fin de roman, l'absence de preuves et d'aveux assure à cet assassin une totale impunité, au grand regret des policiers.

## Principaux personnages

### La victime
- Alexander (dit « Santo ») Kerne : 18 ans, passionné par le surf et la sexualité.

### Les enquêteurs
- Thomas (« Tommy ») Lynley : 38 ans ; commissaire par intérim à Scotland Yard ; actuellement en disponibilité (congé sans solde).
- Barbara Havers : sergent à Scotland Yard.
- Beatrice (dite « Bea ») Hannaford : inspectrice principale de police chargée de l'enquête ; collègue et ancienne épouse de Raymond Hannaford.
- Raymond (dit « Ray ») Hannaford : inspecteur principal de police ; collègue et ancien-époux de Bea Hannaford.
- Collins : sergent de police ; subordonné de Bea Hannaford.
- Mick MacNulty : constable ; subordonné de Bea Hannaford.
- Duke-Clarence Washoe : policier au laboratoire de police scientifique.

### Témoins et suspects potentiels
- Famille Kerne
  - Eddie Kerne : environ 70 ans ; père de Ben Kerne, grand-père de Santo et de Kerra Kerne.
  - Ann Kerne : environ 70 ans ; épouse d'Eddie Kerne ; mère de Ben Kerne, grand-mère de Santo et de Kerra Kerne.
  - Benesek (dit « Ben ») Kerne : environ 45 ans ; fils d'Ann et d'Eddie Kerne, père de Santo et de Kerra Kerne.
  - Dellen Kerne : environ 45 ans ; épouse de Ben Kerne ; mère de Santo et de Kerra Kerne.
  - Kerra Kerne : environ 20 ans ; fille de Ben et Dellen Kerne ; sœur de Santo Kerne ; ex-compagne de Santo Kerne.
- Famille Angarrack
  - Lewis (dit « Lew ») Angarrack : environ 50 ans ; créateur de planches de surf ; père de Cadan et de Madlyn Angarrack.
  - Ione Soutar : environ 35 ans ; compagne de Lewis Angarrack.
  - Cadan Angarrack : 23 ans ; fils de Lewis Angarrack et frère de Madlyn Angarrack.
  - Madlyn Angarrack : 20 ans ; fille de Lewis Angarrack et sœur de Cadan Angarrack ; ex-petite amie de Santo Kerne ; ex-amie de Kerra Kerne.
  - Pooh : perroquet de Cadan Angarrack.
- Famille Penrule
  - Selevan Penrule : grand-père de Tammy Penrule.
  - Sally-Joy et David Penrule (cités seulement) :  actuellement en Afrique ; mère et père de Tammy.
  - Tammy Penrule : 17 ans ; petite fille de Selevan Penrule.

### Autres personnages importants
- Daidre Trahair : environ 40 ans ; vétérinaire résidant à Bristol.
- Aldara Pappas : amie de Daidre Trahair.
- Alan Cheston : 25 ans ; petit ami de Kerra Kerne.
- Will Mendick : salarié dans une épicerie ; « freegan » (ne consomme que des aliments gratuits).
- Jago Reeth : environ 70 à 75 ans ; ouvrier et salarié de Lewis Angarrack ; ancien surfeur.
- Steve Teller : journaliste au journal The Watchman.
- Max Priestley : rédacteur en chef du journal The Watchman ; amant d'Aldara Pappas.

### Personnages en lien avec «l'affaire Jamie»
- Jamie Parsons : mort 28 ans auparavant, noyé à l'âge de 18 ans dans une grotte.
- Jonathan Parsons : son père.
- Niamh Triglia (divorcée Parsons) : sa mère.
- Trois lycéens ayant voulu « donner une leçon » à Jamie :
  - Darren Fields.
  - Chris Outer.
  - Frankie Kliskey.

## Résumé de la trame principale (enquête criminelle)
Le récit est présenté en 30 chapitres.

### Mise en place de l’intrigue
Chapitres 1 à 7.
Inconsolable après le meurtre de son épouse et la mort de l’embryon qu'elle portait, Thomas Lynley a quitté la police et parcourt les chemins de randonnée des Cornouailles. Au 43e jour de son périple sans but, à la fin du mois de mars, il se trouve le long d'une côte dans un paysage sauvage de falaises et de mer démontée. Il a laissé pousser la barbe, est habillé de vêtements crasseux et ressemble à un vagabond. Il découvre par hasard le cadavre d'un jeune homme échoué sur les récifs. Il se rend à la maison la plus proche, qui est la maison de campagne de Daidre Trahair, une vétérinaire de Bristol. La propriétaire étant absente, il casse un carreau ; manque de chance, la maison ne dispose d'aucun téléphone. C'est alors que Daidre Trahair apparaît. Lynley lui apprend qu'il a découvert un cadavre et qu’il faut alerter la police. Tous deux se rendent au commissariat de police le plus proche avec la voiture de la vétérinaire. Un policier les accompagne au bas de la falaise, le corps est retiré des récifs et mis en sûreté de la marée. Bea Hannaford, inspectrice de police de la localité, est immédiatement avertie.
On apprend vite que le défunt s'appelle Alexander Kerne, surnommé « Santo » par sa famille et ses amis. Âgé de 18 ans, il n’était pas connu pour des actes de délinquance ou des incivilités. En revanche, il aimait pratiquer le surf, et ce jour-là, avait décidé sur un coup de tête de faire de l'escalade le long de la falaise. Le matériel a lâché et Santo s'est écrasé quelques dizaines de mètres plus bas.
Un examen attentif de son matériel d'escalade montre que celui-ci a été saboté, au moins en trois de ses éléments : la sangle a été sectionnée et l'entaille a été camouflée avec l'adhésif de couleur noire qu'utilisait Santo ; deux coinceurs à masselotte avaient aussi été sabotés. Il ne s'agit donc ni d'un suicide, ni d'un accident. L'assassinat (meurtre avec préméditation) est évident, et l’abondance des moyens utilisés montre que l’assassin voulait absolument tuer Santo, ou montrer à tous qu'il s'agit bien d'un assassinat. Comme Santo allait rarement faire de l’escalade, le matériel a pu être saboté plusieurs semaines, voire plusieurs mois, plus tôt.
L'analyse des empreintes digitales ne donnant aucun résultat, et en l'absence de témoins, l'enquête s'annonce difficile. L'inspectrice Bea Hannaford demande des renforts mais on tarde à lui en donner. Cela est d'autant plus dommage que les premiers jours de l’enquête sont déterminants pour la suite. Ayant appris que celui qui avait découvert le cadavre était le fameux commissaire par intérim Thomas Lynley, de Scotland Yard, aux états de service remarquables, Bea Hannaford le met d'office hors de cause et lui demande de l'épauler pour l’enquête. Lynley accepte.

### L'enquête
Chapitres 8 à 27.
Les membres de la famille sont interrogés : le père Ben Kerne, la mère Dellen Kerne, la sœur Kerra Kerne. Dellen est une femme désaxée sur le plan psychologique et est en conflit avec Kerra, qui reproche à sa mère ses multiples infidélités conjugales. Kerra craint notamment que Ben ne soit pas son père biologique. La chambre de Santo et son lieu de travail sont fouillés, en vain. D'autres personnes sont interrogées : des amis, des voisins, une ex-petite amie (Madlyn Angarrack) que Santo avait quittée trois semaines auparavant.
L'inspectrice Bea Hannaford met hors de cause Lynley pour les trois motifs suivants : son absence évidente de mobile ; il n'était dans la commune que depuis la veille et n’avait pas pu saboter le matériel de Santo ; enfin son passé de policier de Scotland Yard joue en sa faveur.
Les soupçons de la policière se portent naturellement sur Daidre Trahair dont la maison de campagne jouxte le lieu de découverte du cadavre et qui connaissait vaguement Santo. L'inspectrice demande à Lynley d'enquêter sur le passé de la vétérinaire. Celui-ci a plusieurs discussions avec elle. Il découvre vite qu'elle a menti sur certains sujets. Il apprend par exemple que Madlyn Angarrack, la petite amie de Santo, avait suivi ce dernier jusqu'au cottage de Daidre Trahair, et que la jeune femme avait découvert qu'il avait une liaison dans ce cottage. Dégoûtée de sa découverte, c'est elle qui avait mis fin à la liaison, d'autant plus que, mis au pied du mur, Santo n'avait pas nié cette seconde liaison qui aurait dû demeurer secrète. Lynley continue ses recherches et découvre qu'on ne trouve nulle trace de Daidre Trahair avant qu'elle atteigne l'âge de 13 ans. Certaines des affirmations de la vétérinaire sur son passé se révèlent erronées, voire mensongères.
Pendant ce temps, l'inspectrice Bea Hannaford, qui a demandé des renforts, n'a reçu qu'un seul renfort de Scotland Yard en la personne de Barbara Havers, présentée comme la collègue habituelle et en binôme de Lynley. Les deux femmes, après une prise de contact un peu problématique, finissent par bien s'entendre, chacune ayant de l’estime pour l'autre.
L'enquête est donc scindée en deux équipes : d'une part Bea Hannaford et Barbara Havers qui enquêtent dans la localité à la recherche d'un suspect ayant un mobile pour tuer Santo ; d'autre part Lynley qui fait des recherches sur le passé de Daidre Trahair.
A priori, s'il s'agit d'une vengeance ou d'une volonté d'évincer Matt de l'entreprise familiale, les suspects sont peu nombreux : 
- Lew Angarrack, cherchant à venger sa fille de la rupture du couple Santo/Madlyn ;
- Madlyn, agissant sous le coup de la fureur ou de l'émotion pour le même motif ;
- Kerra Kerne, voulant éliminer son frère pour hériter de la société familiale Adventures Unlimited ;
- Alan Cheston, petit ami de Kerra Kerne, pour le même motif ;
- Will Mendick, amoureux de Kerra, espérant gagner le cœur de la jeune femme ;
- Daidre Trahair, souhaitant se débarrasser d'un amant encombrant.

Au cours de ses recherches, Lynley apprend que Ben Kerne avait, 25 ou 28 ans auparavant, été soupçonné d'avoir contribué à la mort d'un jeune homme de 18 ans, Jamie Parsons, mort dans une grotte après que ses pieds et ses mains eussent été ligotés. La police avait classé l'enquête, les cinq suspects d'alors n'ayant jamais avoué quoi que ce soit.
Lynley décide de creuser cette piste. Il retrouve la mère de l'adolescent, Niamh Parsons devenue Niamh Triglia après son divorce. Il retrouve aussi trois des cinq suspects qui habitent toujours dans les environs. De manière non officielle, Darren Fields, Chris Outer et Frankie Kliskey confirment les soupçons de Lynley : Jamie était un adolescent imbu de sa personne qui profitait de la richesse de sa famille pour briller auprès des villageois. Il y avait eu un problème de filles et de jeux sexuels. Ils avaient attiré Jamie dans une grotte puis l'avaient ligoté avant de déféquer et uriner sur lui. Ils avaient enlevé ses entraves et avaient quitté les lieux. Ils ne s'étaient pas rendus compte que Jamie, abruti par la drogue et l'alcool, n’avait pas pu trouver la sortie de la grotte. Il avait été retrouvé mort noyé. Le plus troublant est que Ben Kerne, que la police croyait être le meneur, était totalement innocent. C'était Dellen, alors sa petite amie que Ben avait quittée quelques jours plus tôt, qui avait fait courir cette rumeur par vengeance mesquine. Cela était arrivé aux oreilles de la police qui, par manque d'aveux et de preuves, avait classé l'affaire.
Lynley tente de retrouver Jonathan Parsons, le père de Jamie, devenu inconsolable de la mort de son fils. Il avait arrêté son métier dans la finance, avait embauché des détectives privés, le tout sans résultat. Devenu acariâtre et névrosé, ayant perdu une grande partie des économies de la famille, il avait accepté le divorce demandé par son épouse Niamh. Depuis, nul de sait où il vit.
Bloqué sur cette piste, il décide de prendre à bras le corps les mensonges de Daidre Trahair. Ayant l'intime conviction qu'elle est innocente, il l'exhorte de révéler l'entière vérité. Dairdre accepte. Concernant le fait que Santo avait été vu par Madlyn Angarrack venir à son cottage, elle révèle qu'elle avait prêté sa petite maison à une amie d'origine grecque, Aldara Pappas, qui travaille dans une cidrerie.
Bea Hannaford et Barbara Havers s'engouffrent sur cette piste. Aldara Pappas était l'amante de Santo. Ce dernier voyait en même temps Madlyn Angarrack et Aldara, laquelle avait aussi un autre amant : Max Priestley, le rédacteur en chef du journal local The Watchman. Aldara Pappas et Max Priestley sont auditionnés et révèlent leur « arrangement » : il s'agissait de liaisons Aldara/Santo et Aldara/Max purement sexuelles, sans traces d'affection sur le long terme. Ils affirment que Santo avait très bien accepté cet arrangement à trois et qu'il n'y avait aucun motif pour l’assassiner.
Mais Daidre fait plus que révéler la liaison de Santo avec Aldara. Elle emmène Lynley à plusieurs dizaines de kilomètres de là, où se trouvent les membres de sa famille biologique. Elle est issue de gens du voyage sédentarisés. Née dans cette famille, elle avait été adoptée à l'âge de 13 ans par une famille bourgeoise et avait, à cette occasion, changé de nom et de prénom. C'est la raison pour laquelle Lynley n'avait rien retrouvé sur elle avant ses 13 ans. La découverte de la famille biologique révèle une mère atteinte d'un cancer du pancréas, une sœur qui reproche à Daidre son adoption, un père qui parvient difficilement à faire vivre sa famille. Lynley comprend les mensonges de Daidre : elle voulait que nul n'apprenne ce passé dont elle avait voulu se défaire à tout prix.
Peu avant, lorsqu'il avait rencontré Niamh Triglia, Lynley lui avait demandé la possibilité d'emprunter une photographie aperçue à son domicile. Il a suggéré à Bea Hannaford de faire vieillir numériquement les personnes figurant sur la photo. Lorsque Bea Hannaford reçoit le résultat du « vieillissement », elle constate avec stupéfaction que Jonathan Parsons habite dans le village et qu'il y est connu sous un autre nom. C'est une percée significative qui amènera à la résolution de l'énigme policière.

### Dénouement et résolution de l'énigme
Chapitres 28 à 30.
Bea Hanneford et Barbara Havers vont rendre visite à Jonathan Parsons, connu sous une autre identité. Parsons exige la présence de Ben Kerne à leur réunion ; Bea accepte cette demande et Ben est appelé.
Tous trois apprennent que, après ses déboires patrimoniaux et familiaux résultant de la mort de Jamie, Jonathan Parsons était revenu vivre dans la localité sous la fausse identité de Jago Reeth. Cet homme, âgé de 70 à 75 ans, avait été embauché comme ouvrier par Lewis Angarrack. Il avait déclaré être ancien surfeur. Il travaillait correctement. Mais en réalité, son but était de se venger de Ben Kerne. Ayant subi la mort de son fils, il voulait que Ben Kerne, tenu pour responsable de la mort de Jamie, connaisse à son tour la souffrance induite par la mort d'un fils aîné. Ainsi, s'étant lié avec Santo et Kerra, Jonathan Parsons/Jago Reeth avait attendu que Santo atteigne l'âge de 18 ans pour saboter ses affaires. Il avait saboté le matériel d'escalade de manière que la mort soit certaine, et montre une détermination de tuer le jeune homme.
Jonathan Parsons/Jago Reeth, lors de cette réunion à quatre avec Bea Hanneford, Barbara Havers et Ben, sous couvert de déductions personnelles et d'hypothèses dont on comprend qu'elles s'appliquent à lui et à sa vengeance, retrace ses démarches pour prendre une nouvelle identité, se fondre dans la population locale, devenir l’un des amis de Santo et, finalement, l'assassiner. L'homme est content et fier de lui : il a commis un « meurtre parfait » et sa vengeance, qui est le but ultime de sa vie depuis un quart de siècle, a enfin eu lieu.
Mais Ben révèle qu'il n'a jamais été l'auteur ni le complice de la mort de Jamie, et qu'au surplus, Santo n'était pas son fils biologique. Jonathan Parsons/Jago Reeth s'en moque : sa vengeance accomplie, il va quitter la région et nul ne le reverra.
Après ces aveux émis sous la forme d'hypothèses générales, Bea Hanneford reprend immédiatement toute l’enquête en se focalisant sur « Jago Reeth ». Hélas, malgré ses efforts l'enquête ne donne rien. Le seul indice est le « vieillissement » de la photographie de Mme Parsons, ce qui est insuffisant en termes de preuve. Force est de constater que Jonathan Parsons va s'en tirer sans être inquiété sur le plan judiciaire.
Interrogé par Barbara Havers sur ses intentions futures concernant un éventuel retour à Scotland Yard, Thomas Lynley lui promet d'y penser sérieusement, dès qu'il aura terminé sa grande randonnée dans les Cornouailles, interrompue une semaine par cette enquête criminelle.

## Résumé de la trame secondaire (psychologie de certains personnages)
Le roman est l'occasion pour l'autrice de brosser des portraits psychologiques approfondis de plusieurs personnages :
- Ben Kerne

Il aime Dellen malgré les problèmes psychologiques évidents que celle-ci extériorise. Il sait que depuis leur rencontre 30 ans auparavant, Dellen l'a trompé à de nombreuses reprises. Toutefois, amoureux de sa femme, il n'a jamais pu se résoudre à la quitter.
- Dellen Kerne

Elle a de nettes tendances à la nymphomanie. On apprend à la fin du roman qu'elle aurait été violée par son oncle durant son enfance.
- Santo Kerne

Le jeune homme était obsédé par le surf et par la sexualité.
- Tammy Penrule

Cette adolescente de 17 ans, mal dans sa peau, se découvre différente des autres jeunes filles de son âge. Elle envisage sérieusement de devenir religieuse, au grand regret de ses parents qui travaillent en Afrique et qui l'ont confiée à son grand-père.
- Dairdre Trahair

Née et élevée dans une famille de gens du voyage sédentarisée, elle a été adoptée par un couple de bourgeois. Elle a refoulé son enfance et ses origines et ne veut plus en entendre parler. Quand elle a renoué avec sa sœur, elle a été mal accueillie par celle-ci.
- Bea Hannaford

Divorcée depuis quinze ans de Raymond Hannaford qui voulait qu'elle avorte quand elle était tombée enceinte de leur second enfant (Peter), l'inspectrice de police n’a pas refait sa vie sur le plan sentimental et sexuel. Elle vit mal sa situation et a des regrets. À la fin du roman, Raymond lui propose de renouer le contact, et qui sait, peut-être de reprendre une vie de couple. Elle ne refuse pas la proposition.
- Thomas Lynley

L'enquête policière qui dure une semaine lui offre un sas psychologique. Lors de la découverte du cadavre, il est en haillons, barbu, sentant mauvais, ressemblant à un vagabond. L'intégralité de ses pensées est tournée depuis six semaines vers la mort tragique d'Helen Clyde. Dès le début de l’enquête, il se rase et lave ses vêtements. Il travaille avec efficacité et retrouve ses réflexes de limier. Au bout de quelques jours d'enquête, il découvre que, durant toute une journée, il n'a pas du tout pensé à Helen Clyde. Ainsi cette enquête lui permet de sortir de sa dépression et de sa rumination névrotique. Lorsque Barbara Havers lui demande s'il compte revenir travailler à Scotland Yard, il laisse entendre que cela sera le cas à moyen terme. Et de fait, il reprendra son métier d'enquêteur à Scotland Yard dans le roman suivant : Le Cortège de la mort.

## Dédicace
« À la mémoire de Stephen Lawrence et du 22 avril 1993, date de son assassinat à Eltham, au sud-est de Londres, par cinq hommes demeurés impunis à ce jour par le système judiciaire britannique. ».

### Sur le surf
- Vocabulaire du surf.
- Mark Foo, surfeur américain dont la mort tragique en 1994 a marqué les esprits ; il est cité au chapitre 12 du roman[2].
- Jay Moriarity, autre surfeur américain cité dans le roman.

### Autour du roman
- Une douce vengeance (1991), autre roman de la série Thomas Lynley qui se déroule en Cornouailles.
- Le roman suivant de la série, Le Cortège de la mort, a un point commun avec ce roman : une affaire ancienne d'un quart de siècle qui a des répercussions dans le présent.
- Dans le roman La Ronde des mensonges, dont l'action se déroule 8 mois après ce roman, Lynley termine sa période de deuil en assistant à un match de roller derby. L'une des participantes au match est la vétérinaire Daidre Trahair qui a été l'une des protagonistes du Rouge du péché.